# Lathrocordulia garrisoni
Lathrocordulia garrisoni är en trollsländeart som beskrevs av Günther Theischinger och Watson 1991. Lathrocordulia garrisoni ingår i släktet Lathrocordulia och familjen skimmertrollsländor. IUCN kategoriserar arten globalt som otillräckligt studerad. Inga underarter finns listade i Catalogue of Life.